# 神崎まどか
神崎 まどか（かんざき まどか、1993年7月22日 - ）は、日本の俳優、ダンサー。身長177cm。

## 人物紹介
- 韓国出身の大阪育ち。転勤族で、学生時代は7回転校している。
- 特技はダンス、アクション。
- 高校時代、ブレイクダンス部を立ち上げから3年間キャプテンを務める。
- 趣味はダンス、振り付け、雑貨巡り、長物遊び。
- 踊れるダンスの種類はブレイクダンス、ジャズダンス、フリースタイルダンス

## 出演

### テレビドラマ
- シュガーレス（2012年、日本テレビ） - 九島生徒 役 / チンピラ 役
- 将棋めし（2017年、フジテレビ） - 記録係 役
- 今日から俺は!!（2018年、日本テレビ） - 三橋のクラスメイト 役
- 教場II (2021年、フジテレビ系列) - 今村一 役

### テレビ
- 解決!ナイナイアンサー（2015年、日本テレビ） - 再現VTR
- 巷のリアルTV カミングアウト!（2015年、フジテレビ） - 再現VTR
- 私の何がイケないの?（2016年、TBS） - 再現VTR
- 解決!ナイナイアンサー（2016年、日本テレビ） - 再現VTR
- 有吉ゼミ（2016年、日本テレビ） - 再現VTR
- 出現!アド街ック天国（2016年、テレビ東京） - イメージVTR
- 水トク プロ野球選手の妻たち（2016年、TBS） - 中後選手 役

### 舞台
- 劇団居酒屋ベースボール 第12試合「クジラの歌」(2013年)
- Office ENDLESS Produce vol.12「RE-INCARNATION」(2013年)
- Kitty Performance「眠れぬ夜のラブストーリーズ」(2014年)
- 劇団山本屋 1号「あまもり」(2015年)
- LIVEDOG「DOG’S」(team JERKY)(2017年3月23日 - 4月2日、池袋・シアターグリーンBIGTREE) - ロッソ役

### ステージ
- 上坂すみれ 第2回 革ブロ総決起集会-ファイナル-（2015年） - バックダンサー
- 上坂すみれ「超中野大陸の逆襲 群星の巻 草莽の巻」（2016年） - バックダンサー

### モデル
- 「TAB2」スクリーンセーバームービー（2015年）
- ジョイントワークス 「ことりっぷBCSTOCKおしゃれさんぽ小冊子」（2016年）